# إميلي جين فايفر
إميلي جين فايفر (بالإنجليزية: Emily Jane Pfeiffer)‏ (26 نوفمبر 1827 في المملكة المتحدة - 23 يناير 1890، واندزورث في المملكة المتحدة)؛ كاتِبة وشاعرة بريطانية.